# Das archäologische Jahr in Bayern
Das archäologische Jahr in Bayern ist eine seit 1981 jährlich erscheinende Fachzeitschrift, die das Bayerische Landesamt für Denkmalpflege (BLfD) zusammen mit der Gesellschaft für Archäologie in Bayern herausgibt und die die wichtigsten Ergebnisse archäologischer Ausgrabungen im Bundesland Bayern zusammenfasst.
In der Zeitschrift Das archäologische Jahr in Bayern veröffentlichen Archäologen, Paläontologen, Bodendenkmalpfleger und Wissenschaftler benachbarter Fachbereiche Vorberichte zu wichtigen, unterschiedlichen Epochen gewidmeten Ausgrabungen in Bayern. Berücksichtigt werden sowohl Forschungsgrabungen von Universitäten als auch verursacherfinanzierte Ausgrabungen von Fachfirmen sowie Ausgrabungen des Bayerischen Landesamtes für Denkmalpflege des jeweiligen Vorjahres. Die Artikel werden in Form von kurzen, auch für Laien verständlichen Aufsätzen verfasst.
Das Jahrbuch erscheint seit 1981 im Konrad Theiss Verlag. Initiator der Reihe war der Prähistoriker Rainer Christlein.
Auch die Denkmalbehörden anderer deutscher Bundesländer geben ähnliche, jährlich erscheinende Zeitschriften heraus. So legt beispielsweise das LVR-Amt für Bodendenkmalpflege im Rheinland seit 1988 das Jahrbuch Archäologie im Rheinland auf. In Hessen erscheint seit 2001  hessenArchäologie, in Berlin und Brandenburg seit 1992 Archäologie in Berlin und Brandenburg.
In Bayern gibt es mit den Bayerische Vorgeschichtsblättern eine weitere archäologische Fachzeitschrift, die jedoch in ihrer Konzeption noch etwas weiter gefasst ist.